# Casa Vilarrubia
La Casa Vilarrubia és una obra historicista de Vic (Osona) protegida com a Bé Cultural d'Interès Local.

## Descripció
Edifici civil. Casa de pisos que consta de planta baixa i tres pisos. Al sector Nord-oest presenta tres portals, un dels quals és tapiat i el de l'extrem dret és més alt que l'altre, són dovellats amb carreus poligonals. A la part superior hi ha uns òculs damunt la cornisa. Cal remarcar la part de migdia on sobresurt una terrassa a nivell de primer pis, en aquest indret s'hi obren unes interessants galeries amb arcs en forma d'ogiva i l'interior decorat amb pintures al fresc, la balustrada és de terracotta.
L'estat de conservació és regular malgrat l'interès de l'edifici, exemple clar d'arquitectura neogòtica.

## Història
Aquest edifici fa xamfrà entre el carrer Joaquima Vedruna i la Rambla del Passeig, sector de la ciutat que es començà a urbanitzar al segle xvii i que al segle xviii amb J. Morató, arquitecte, s'acabà de dur a terme. Pertany doncs a l'eixample barroc, i és fàcil que la casa Vilarrubia, construïda a mitjans de segle xix s'edifiqués damunt una antiga construcció barroca.
És una mostra de l'estil historicista del segle xix, amb una clara empremta neogòtica. Es va construir vers el 1850.